# Езоп (филм)
„Езоп“ е български игрален филм (драма) от 1970 година на режисьора Рангел Вълчанов, по сценарий на Анжел Вагенщайн. Оператор е Андрей Барла. Музиката във филма е композирана от Зденек Лишка.

## Състав

### Актьорски състав
| Изпълнител                           | Роля                   |
| ------------------------------------ | ---------------------- |
| Народен артист: Георги Калоянчев     | Езоп                   |
| Доротея Тончева                      | Родопис                |
| Виолета Антонова                     |                        |
| Заслужила артистка: Стоянка Мутафова | Касандра               |
| Джоко Росич                          | Пратеникът на Крес     |
| Константин Коцев                     | Гадателят              |
| Петър Вучков                         | Първи пратеник на Крес |
| Димитър Бочев                        | Стражът                |
| Найчо Петров                         | Търговецът на роби     |
| Рангел Вълчанов                      |                        |
| Заслужил артист: Мирослав Махачек    |                        |
| Заслужил артист: Радован Лукавски    |                        |
| Йозеф Кемр                           |                        |
| Йозеф Абрахам                        |                        |
| Заслужил артист: Ф. Филиповски       |                        |
| З. Кризанек                          |                        |
| Борис Радивенски                     |                        |
| Атанас Божинов                       |                        |
| Д. Атанасов                          |                        |

### Технически екип
| Режисьор           | Заслужил артист: Рангел Вълчанов                                                                              |
| Сценарий           | Анжел Вагенщайн                                                                                               |
| Оператор           | Андрей Барла                                                                                                  |
| Художници          | Борис Моравец Рандю Рандев                                                                                    |
| Костюми            | Естер Крумбахова Ана Качулева Ружена Буличкова                                                                |
| Музика             | Зденек Лишка                                                                                                  |
| Звук               | Емил Павлов Яромир Свобода                                                                                    |
| Монтаж             | Жени Радева                                                                                                   |
| Асистент           | Весела Петрова                                                                                                |
| Реквизит           | Владимир Оджаков Карел Кочи                                                                                   |
| Грим               | Владимир Петршина                                                                                             |
| Комбинирани снимки | Владимир Дворжак Иржи Шимунек                                                                                 |
| Втори режисьори    | Петър Баталов Томаш Кулик                                                                                     |
| Асистент-режисьори | Райна Йончева Марта Кршесинова                                                                                |
| Втори оператори    | Венец Димитров                                                                                                |
| Асистент-оператор  | Йозеф Мюлер                                                                                                   |
| Директори          | Вълчо Драганов Густав Рохан                                                                                   |
| Обработка          | Филмова лаборатория „БАРАНДОВ“ – Прага Негатив: Eastmancolor                                                  |
| Distributed by     | НАЦИОНАЛЕН ФИЛМОВ ЦЕНТЪР Студия за игрални филми „София“ Филмово студио „Барандов“ - Прага /Copyright © 1970/ |